# Eleições no Território Federal de Roraima em 1965
As eleições no território federal de Roraima em 1965 ocorreram em 6 de junho para restaurar sua representação política no Congresso Nacional. No presente caso, a Constituição de 1946 fixou um deputado federal para representar cada um dos territórios federais então existentes.

## Resultado da eleição para deputado federal
Conforme o Tribunal Superior Eleitoral, foram apurados 4.141 votos nominais (97,44%), 54 votos em branco (1,27%) e 55 votos nulos (1,29%), resultando no comparecimento de 4.250 eleitores. Somando este número (67,25%) com as 2.070 abstenções (32,75%), os eleitores inscritos chegam a 6.320 em Roraima. Nos territórios federais representados por um deputado federal, será observado o princípio do voto majoritário.

### Chapa do PSD
| Candidatos a deputado federal em 1965 | Partido | Votação | Percentual | Cidade onde nasceu | Unidade federativa | Observações |
| Francisco Elesbão                     | PSD     | 2.553   | 61,65%     | Salvador           | Bahia              | [ 5 ] [ 6 ] |
| Sílvio Botelho                        | PSD     |         |            | Iúna               | Espírito Santo     | [ 7 ]       |
| Fontes:                               |         |         |            |                    |                    |             |

### Chapa da UDN
| Candidatos a deputado federal em 1965 | Partido | Votação | Percentual | Cidade onde nasceu | Unidade federativa | Observações |
| Atlas Cantanhede                      | UDN     | 1.588   | 38,35%     | Boa Vista          | Roraima            | [ 8 ]       |
| Ubirajara Evangelista de Pinho        | UDN     |         |            |                    |                    | [ 9 ]       |
| Fontes:                               |         |         |            |                    |                    |             |